# Norra Märrtjärnet
Norra Märrtjärnet är en sjö i Arvika kommun i Värmland och ingår i Göta älvs huvudavrinningsområde. Sjön har en area på 0,0363 kvadratkilometer och ligger 235,2 meter över havet.

## Delavrinningsområde
Norra Märrtjärnet ingår i det delavrinningsområde (666308-131787) som SMHI kallar för Utloppet av Lilleken. Medelhöjden är 285 meter över havet och ytan är 10,45 kvadratkilometer. Det finns ett avrinningsområde uppströms, och räknas det in blir den ackumulerade arean 27,72 kvadratkilometer. Bortaälven (Lillekälven) som avvattnar avrinningsområdet har biflödesordning 4, vilket innebär att vattnet flödar genom totalt 4 vattendrag innan det når havet efter 320 kilometer. Avrinningsområdet består mestadels av skog (77 procent). Avrinningsområdet har 1,18 kvadratkilometer vattenytor vilket ger det en sjöprocent på 11,3 procent.